# Latvijas PSR čempionāts futbolā 1959
L'edizione 1959 del massimo campionato di calcio lettone fu la 15ª come competizione della Repubblica Socialista Sovietica Lettone; il titolo fu vinto dal RĖZ Riga, giunto al suo primo titolo.

## Formato
Il campionato era formato da dieci squadre che si incontrarono in gironi di andata e ritorno per un totale di 18 turni; erano assegnati due punti alla vittoria, un punto al pareggio e zero per la sconfitta.
A causa dell'arrivo a pari merito di tre squadre fu necessario giocare un girone di spareggio con gare di sola andata; al termine di questa fase altre due squadre si trovarono a pari merito e fu necessario giocare un'ulteriore partita di spareggio.

## Classifica finale
|  | Pos. | Squadra                     | Pt | G  | V  | N | P  | GF | GS | DR  |
|  | ---- | --------------------------- | -- | -- | -- | - | -- | -- | -- | --- |
|  | 1.   | ASK Rīga                    | 28 | 18 | 13 | 2 | 3  | 49 | 8  | +41 |
|  | 1.   | RĖZ Riga                    | 28 | 18 | 13 | 2 | 3  | 40 | 8  | +32 |
|  | 1.   | Sarkanais Metalurgs         | 28 | 18 | 13 | 2 | 3  | 42 | 18 | +34 |
|  | 4    | RVR Riga                    | 23 | 18 | 10 | 3 | 5  | 42 | 20 | +22 |
|  | 5    | Tosmares c. Liepaja Liepaja | 19 | 18 | 8  | 3 | 7  | 30 | 29 | +1  |
|  | 6.   | Pilots Riga                 | 15 | 18 | 7  | 1 | 10 | 30 | 44 | -14 |
|  | 7.   | Vulkans Kuldiga             | 13 | 18 | 5  | 3 | 10 | 24 | 41 | -17 |
|  | 8.   | Dinamo Riga                 | 11 | 18 | 5  | 1 | 12 | 24 | 38 | -14 |
|  | 9    | VEF Riga                    | 11 | 18 | 5  | 1 | 12 | 22 | 37 | -15 |
|  | 10.  | Lokomotive Riga             | 4  | 18 | 1  | 2 | 15 | 10 | 70 | -60 |

### Girone per il titolo
|  | Pos. | Squadra             | Pt | G | V | N | P | GF | GS | DR |
|  | ---- | ------------------- | -- | - | - | - | - | -- | -- | -- |
|  | 1.   | Sarkanais Metalurgs | 3  | 2 | 1 | 1 | 0 | 4  | 2  | +3 |
|  | 1.   | RĖZ Riga            | 3  | 2 | 1 | 1 | 0 | 2  | 1  | +1 |
|  | 3.   | ASK Rīga            | 0  | 2 | 0 | 0 | 2 | 1  | 4  | -3 |

#### Spareggio per il titolo
- RĖZ Riga  3-2  Sarkanais Metalurgs